# Scincella vandenburghi
Scincella vandenburghi är en ödleart som beskrevs av  Schmidt 1927. Scincella vandenburghi ingår i släktet Scincella och familjen skinkar. IUCN kategoriserar arten globalt som livskraftig. Inga underarter finns listade i Catalogue of Life.